# Manfred Sakel
Manfred Joshua Sakel (ur. 6 czerwca 1900 w Nadwórnej, zm. 2 grudnia 1957 w Nowym Jorku) – amerykański lekarz psychiatra.

## Życiorys
Syn Mayera Sakela i Judith Golde Friedemann. Ukończył niemieckojęzyczne gimnazjum w Brnie (vereinigte k.k. Gymnasium in Brünn). Studiował medycynę na Uniwersytecie Wiedeńskim od 1919 do 1925, gdzie specjalizował się w neurologii i psychiatrii. Po studiach pracował w Berlinie, w prywatnej klinice Kurta Mendla i w szpitalu Am Urban. Od 1933 współpracował z kliniką neuropsychiatryczną Ottona Pötzla na Uniwersytecie Wiedeńskim, jednocześnie pracując jako lekarz współprowadzący sanatorium w Hütteldorf-Hacking. Wprowadził do psychiatrii leczenie wstrząsami insulinowymi. W 1936 na zaproszenie komisarza ds. higieny psychicznej wyjechał do Stanów Zjednoczonych, tam prezentował swoją metodę w Harlem Valley State Hospital. Od 1936 roku prowadził praktykę prywatną w Nowym Jorku. 
Nie założył rodziny.

## Lista prac
- Theorie der Sucht, „Zeitschrift für die gesamte Neurologie und Psychiatrie”, 129 (1), 1930, s. 639–646, DOI: 10.1007/bf02865081.
- Neue Behandlung der Morphinsucht, „Deutsche Medizinische Wochenschrift”, 56, 1930, s. 1777-1778, DOI: 10.1055/s-0028-1126001.
- Neue Behandlung der Morphinsucht, „Zeitschrift für die gesamte Neurologie und Psychiatrie”, 143 (1), 1933, s. 506-534, DOI: 10.1007/BF02866187.
- Neue Behandlungsart Schizophreniker und verwirrter Erregter. Wiener Klinische Wochenschrift 1933;46:1372–1373.
- Schizophreniebehandlung mittels Insulin-Hypoglykamie sowie hypoglykamischer Schocks. Wiener Medizinische Wochenschrift 84:1211-1214, 1265-1269, 1299-1305, 1326-1327, 1353-1355, 1383-1385; (1935) 85:68, 94, 121, 152, 179, 1934
- Neue Behandlungsmethode der Schizophrenie. Wien: Perles, 1935
- Nowe wyniki leczenia psychoz stanami niedocukrzenia. Rocznik Psychjatryczny 28:1-11, 1936
- Angyal L.,  Sakel M. A serdüléses elmezavar insulinkezelése. Orvosi Hetilap 80 (16, 17):359-361; 386-389, 1936
- A new treatment of schizophrenia. American Journal of Psychiatry 93:829–841, 1936
- Karl Theo Dussik, Manfred Sakel, Ergebnisse der Hypoglykämieshockbehandlung der Schizophrenie, „Zeitschrift für die gesamte Neurologie und Psychiatrie”, 155, 1936, s. 351–415, DOI: 10.1007/bf02865579.
- The Origin and Nature of the Hypoglycemic Therapy of the Psychoses, „Bulletin of the New York Academy of Medicine”, 13 (3), 1937, s. 97-109, PMID: 19312018, PMCID: PMC1966097.
- C. Palisa, M. Sakel, Zur Phänomenologie des hypoglykämischen Zustandsbildes bei behandelten Psychosen, „Monatsschrift für Psychiatrie und Neurologie”, 96, 1937, s. 12–54, DOI: 10.1159/000150577. DOI: 10.1159/000150578
- Zur Entstehung der medikamentösen Schocktherapie der Schizophrenie. Wiener Medizinische Wochenschrift 87: 1108–1114, 1937
- Das Wesen und die Entstehung der Hypoglykämiebehandlung der Psychosen. Schweizer Archiv für Neurologie und Psychiatrie 89 (Erg.-H.):21-32, 1937
- Pathogénie et traitement des états de besoin des toxicomanes. La Vie médicale 18:355; 395, 1937
- Zur Bedeutung des Epileptischen Anfalles als Therapeutischen Faktors in der Medikamentösen Shock-Therapie der Schizophrenie, „Klinische Wochenschrift”, 16 (37), 1937, s. 1277-1282, DOI: 10.1007/bf01784211.
- Insulin Therapy in the Future of Psychiatry. Canadian Medical Association Journal 39(2):178–179, 1938
- The Nature and Origin of the Hypoglycemic Treatment of Psychoses. American Journal of Psychiatry 94:24-40, 1938
- On the significance of the epileptic convulsion as a therapeutic factor in the pharmacological shock therapy of schizophrenia. Journal of Nervous & Mental Disease 87 (2):140–155, 1938
- Historique de l'origine du traitement de la schizophrénie par le choc insulinique. Encéphale 33:153–164, 1938
- The pharmacological shock treatment of schizophrenia. Authorized translation by Joseph Wortis. New York, Nervous and Mental Disease Pub. Co., 1938
- Psychotherapeutic effect by chemical agents W: The inter-relationship of mind and body the proceedings of the Association, New York, December 27th and 28th 1938. Baltimore, Md. Williams & Wilkins Comp. 1939:340-359.
- The Treatment of Depersonalization – Discussion. Bull N Y Acad Med. 15(4):267–269, 1939
- Medical psychiatry and psychological medicine; the expert application of both at the proper time may prevent permanent mental invalidism. New York, 1942
- Über die Einführung der sog. Schocktherapie und Pötzl’s Verdienst um ihre Einführung. W: Urban HJ (Hrsg.). Festschrift zum 70. Geburtstag von Prof. Dr. Otto Pötzl. Innsbruck: Tirol Graphik:403–409, 1947
- Schizophrenia: Most Disastrous Disease of Man; It Destroys His Mind Though Sparing His Body W: Henri Ey, ed., Premier congrès mondial de psychiatrie, Paris, 1950, vol. 4, Thérapeutique biologique. Paris: Hermann:30-45, 147-151, 1950
- Insulinotherapy and shocktherapies. Ascent of psychiatry from scholastic dialecticism to empirical medicine. In: Henri Ey, ed., Premier congrès mondial de psychiatrie, Paris, 1950, vol. 4, Thérapeutique biologique. Paris: Hermann: 163-234, 1950
- The classical Sakel shock treatment: a reappraisal, „Journal of clinical and experimental psychopathology”, 15 (3), 1954, s. 255–316, PMID: 13221644.
- Foreword W: Marie Beynon Ray: The importance of feeling inferior. New York: Harper, 1957
- The Importance of the Adlerian Orientation in Psychotherapy. Journal of Individual Psychology 14:158-159, 1958
- Schizophrenia. New  York, Philosophical Library, 1958
- Epilepsy. New  York, Philosophical Library, 1958